# ルイス・フェリペ・リマ・ジ・オリヴェイラ
ムラーリャ（Muralha）ことルイス・フェリペ・リマ・ジ・オリヴェイラ（Luiz Philipe Lima de Oliveira、1993年1月21日 - ）はブラジル・リオデジャネイロ出身のサッカー選手。ポジションはミッドフィールダー。
Kリーグ時代の登録名はムラーリャ（ハングル: 무랄랴）。

## 経歴
15歳でブラジル・セリエAの名門CRヴァスコ・ダ・ガマの下部組織に入り、16歳でCRフラメンゴの下部組織に移籍。
2011年に同クラブでプロ契約を結びトップチームに昇格した。2014年シーズンまでブラジル・セリエAでプレーした。
2015年及び2016年にはCAブラガンチーノ及びルヴェルデンセECにレンタルされブラジル・セリエBでプレーした。
2016年7月にKリーグクラシック（1部）に属する浦項スティーラースに移籍した。主力ボランチとして定着し53試合に出場し1得点2アシストを記録した。

## タイトル

### クラブ
CRフラメンゴ
- カンピオナート・カリオカ （1部）優勝（2回）：2011、2014

ポルトゥゲーザ
- カンピオナート・パウリスタA2（2部） 優勝（1回）：2013